# Calystegia tuguriorum
Calystegia tuguriorum (Engels: New Zealand bindweed, Maori: pōuwhiwhi of pōwhiwhi) is een plantensoort uit de windefamilie (Convolvulaceae). Het is een overblijvende klimplant die dichte begroeiingen kunnen vormen. De plant heeft talrijke dunne veeltakkige stengels, waaraan hartvormige bladeren en witte trechtervormige bloemen groeien. Hieruit groeien gladde oranjekleurige zaden. 
De soort komt voor in Nieuw-Zeeland, in de Juan Fernández-archipel, in Zuid-Chili en op het afgelegen eiland Tristan da Cunha. Hij groeit daar in kust- en laaglandgebieden. De plant wordt aangetroffen te midden van struikgewas, langs bosranden en af en toe aan de randen van moerassen.